# Nischni Nowgoroder Kreml
Der Nischni Nowgoroder Kreml (russisch Нижегородский кремль, wiss. Transliteration Nižegorodskij Kremlʹ) ist eine ehemalige Zitadelle in der Großstadt Nischni Nowgorod in Russland an der Mündung des Flusses Oka in die Wolga. Die Festung wurde im 16. und 17. Jahrhundert errichtet und ist noch in weiten Teilen erhalten, insbesondere der Mauerring mit allen Türmen. Der Kreml befindet sich direkt oberhalb der Flussmündung auf einer Anhöhe unweit der Nischni-Nowgoroder Altstadt. Der Kreml ist die offizielle Residenz des Gouverneurs von Nischni Nowgorod.

## Geschichte

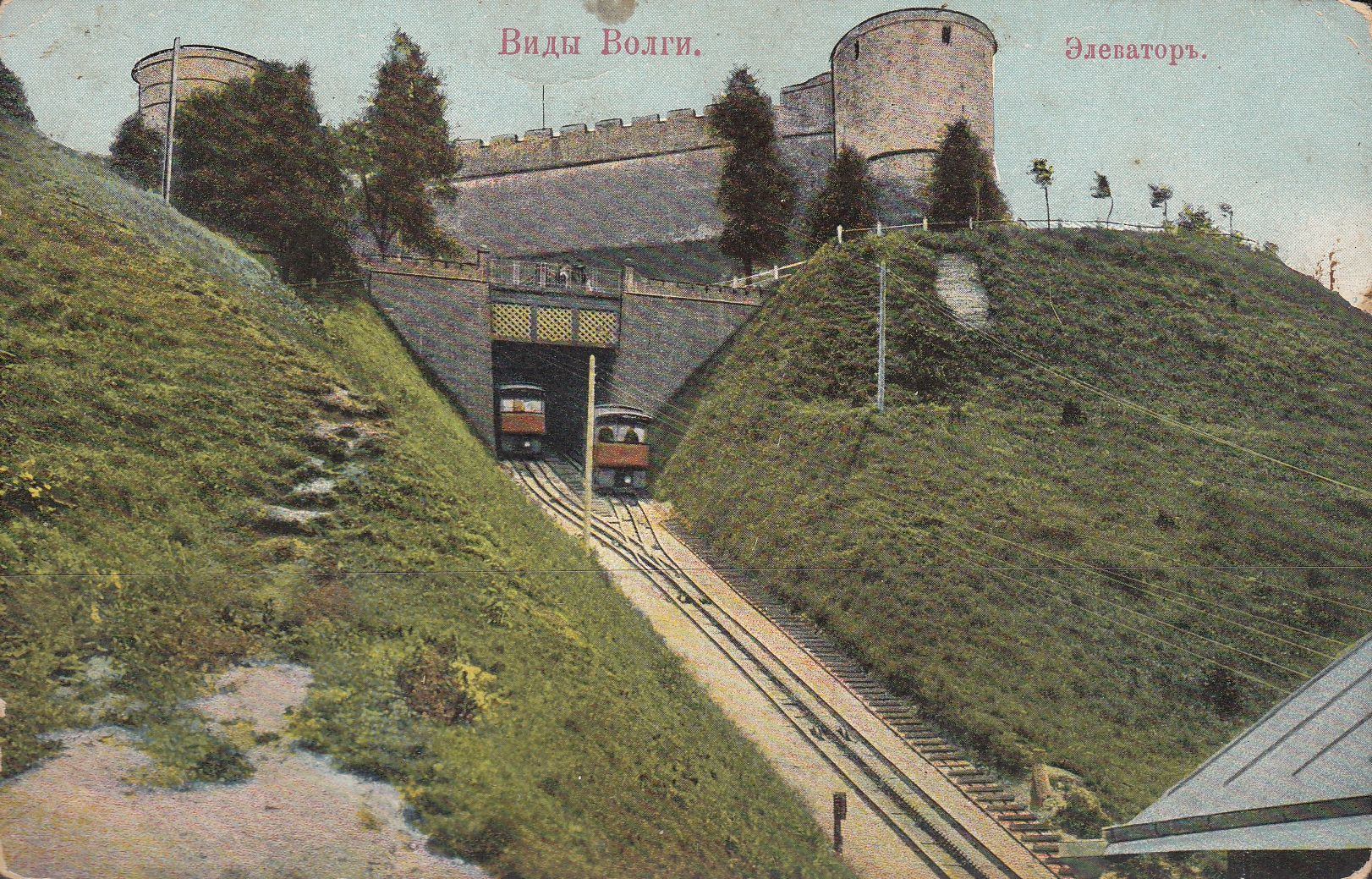
Kreml-Standseilbahn (Aufzug). 19. Jahrhundert.

Das am Zusammenfluss beider auch als Handelsweg sehr wichtiger Flüsse Wolga und Oka gelegene Nischni Nowgorod genoss aufgrund seiner strategisch günstigen Lage bereits lange vor der Vereinigung russischer Fürstentümer zum Zarentum Russland eine besondere Stellung. So soll dort bereits im 13. Jahrhundert ein befestigter Ort bestanden haben, und die noch heute erhaltene Erzengel-Michael Kathedrale (erbaut um 1227) im Kreml von Nischni Nowgorod gehört zu den ersten aus Stein errichteten Sakralbauten Russlands. 1365 bis 1368 wurden auf dem steilen Kreml-Hügel, der heute den Kern der Altstadt bildet, die ersten (heute nicht mehr erhaltenen) steinernen Befestigungsanlagen errichtet.
Der heutige Kreml wurde an der gleichen Stelle in den Jahren 1500 bis etwa 1515 erbaut. Zusammen mit der bekanntesten russischen Zitadelle – dem Moskauer Kreml – sowie den ähnlich aufgebauten Kreml in Kolomna, Tula und anderen Orten an den Grenzen des Moskauer Fürstentums sollte die Zitadelle an der Oka-Mündung den Moskauer Staat an seinen Grenzen vor Überfällen schützen. Der Bau eines Teils der Befestigungsanlagen von Nischni Nowgorod wird dem vorher in Moskau tätigen italienischen Architekten Pietro „Frjasin“ zugeschrieben. Nach seiner Fertigstellung bestand der Kreml von Nischni Nowgorod aus mächtigen, bis zu 12 Meter hohen backsteinernen Mauern mit 13 in sie eingebauten Wachtürmen. Noch vor Ende der Bauarbeiten scheiterte Khan Möxämmädämin von Kasan mit dem Versuch, die Festung einzunehmen, und auch sämtlichen späteren Angriffen konnte der Kreml trotzen.
Bis zum Ende des 17. Jahrhunderts expandierte das Zarentum Russland bereits so weit nach Osten, dass der Nischni Nowgoroder Kreml, wie auch die anderen bis dahin erbauten Zitadellen in Russland, seine verteidigungstechnische Bedeutung endgültig verlor. Dies wirkte sich wiederum äußerst nachteilig auf den Zustand der historischen Bauten aus, denn aufgrund mangelnder Pflege verkamen viele von ihnen, einige wurden obendrein bei Feuersbrünsten zerstört. Nennenswerte Bauaktivitäten im Kreml gab es erst ab Ende des 18. Jahrhunderts wieder, als im Nischni Nowgoroder Kreml unter anderem die Residenz des Vizegouverneurs entstand. Während der Sowjetzeit im 20. Jahrhundert wurden auf dem Gelände des Kremls mehrere Verwaltungsbauten errichtet, die nicht mit dem historischen Ensemble harmonieren. Während des Zweiten Weltkriegs wurden die Dächer der Tainizkaja, der Sewernaja und der Tschasowaja-Türme demontiert und auf den oberen Plattformen Flugabwehr-Maschinengewehre installiert. So verteidigte die Festung den Luftraum der Stadt gegen die Angriffe der deutschen Luftwaffe. Die deutschen Piloten versuchten, die Kanavinsky-Brücke und die Messe zu bombardieren, aber die Luftverteidigung des Kreml verteidigte diese Objekte.
Im Oktober 2018 entdeckten Archäologen die Überreste einer mittelalterlichen Siedlung und eines Friedhofs an der Stelle der zerstörten Kirche St. Symeon Stylites. Die Funde gehören zum 13. Jahrhundert und der ältesten Kulturschicht – bis 1221, als Nischni Nowgorod gegründet wurde. Nach all den Ausgrabungen werden die Exponate ausgestellt und die Kirche St. Simeon der Stylite wird an diesem Ort nachgebildet.

## Architektur

### Türme

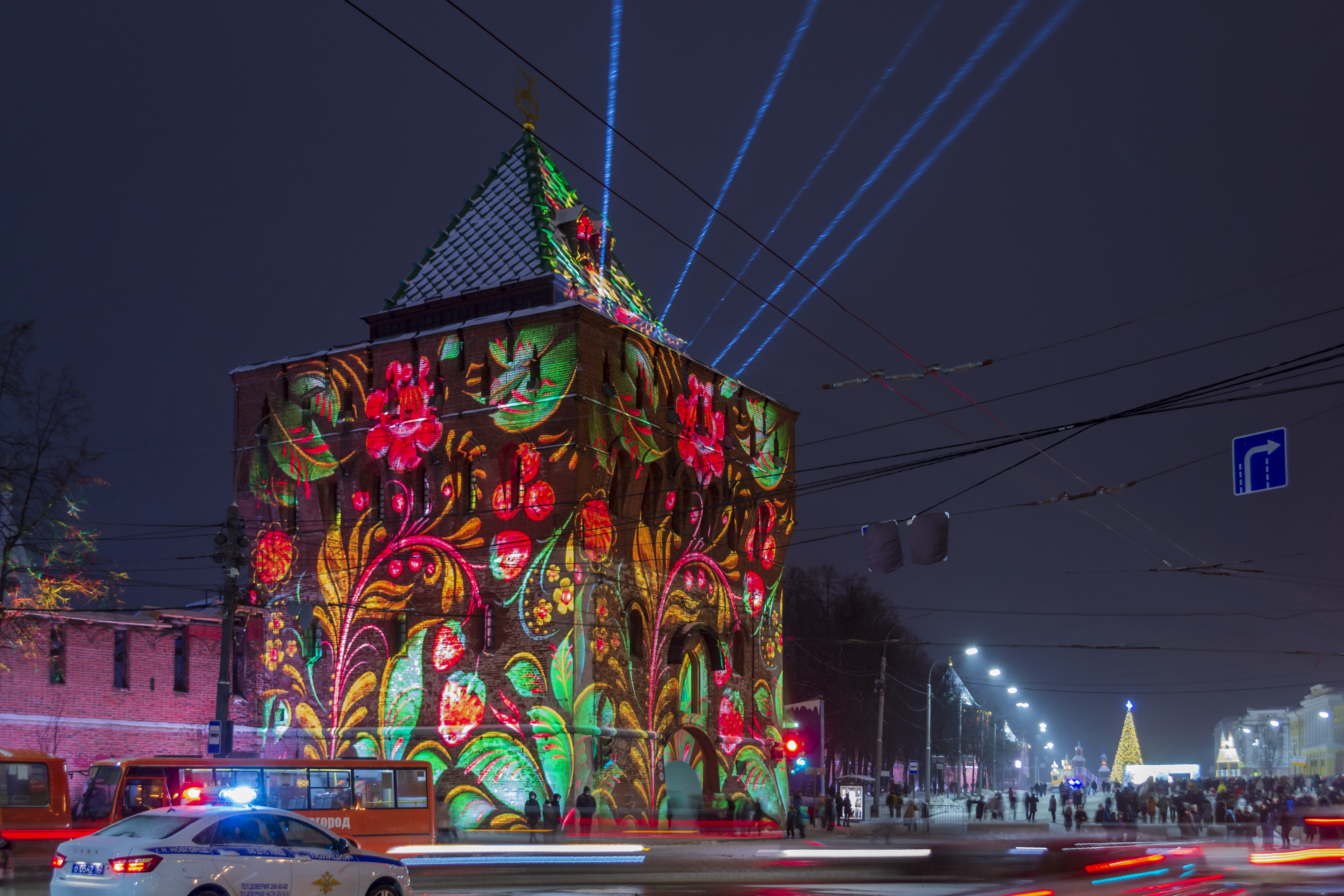
St.-Dimitrios-Turm des Kreml auf dem Minin-und-Poscharski-Platz zu Weihnachten 2021

Türme des Nischni Nowgorod Kreml

Ungeachtet der Zerstörungen und unsachgemäßen Umbauten sind die Befestigungsanlagen des Kremls, bestehend aus 13 Türmen mit der verbindenden Mauer, bis heute größtenteils erhalten. Die Türme sind allesamt mehrstöckig und weisen je nach ihrer Lage entweder einen runden oder einen viereckigen Grundriss auf. Dabei sollten die fünf Türme mit dem viereckigen Grundriss die strategisch besonders wichtigen Abschnitte der Kremlmauer schützen, daher wurden in diesen Türmen einst schwere Artilleriegeschütze positioniert. Jeder Turm hat, ähnlich wie in anderen russischen Kreml, einen eigenen Namen. Von den runden Türmen sind beispielsweise der Uhrturm (russ. Часовая башня) und der Tragjochturm (Коромыслова башня) bekannt. Der erstere verdankt seinen Namen einem hölzernen Uhrturm, der ihn im 16. Jahrhundert schmückte, während der Name des Tragjochturms auf einer düsteren Legende beruht: Angeblich soll unter diesem Turm eine junge Frau begraben worden sein, die von den Erbauern geopfert wurde, als sie sich zum Zeitpunkt der Grundsteinlegung mit Tragjoch und Eimern auf den Weg zum Wolga-Ufer machte, um Wasser zu holen. Von den rechteckigen Türmen ist beispielsweise der St.-Dimitrios-Turm (Дмитровская башня) am hoch gelegenen Mauerabschnitt bekannt, der seinen Namen möglicherweise von einer einst nahe gestandenen Kirche, die Demetrios von Thessaloniki geweiht war, erhielt.
Gegen den Uhrzeigersinn:
1. St.-Georgs-Turm (Георгиевская башня Georgiewskaja)
2. Turm von St. Boris und Gleb (Борисоглебская башня Borisoglebskaja; destroyed by a landslide in the 18th century, rebuilt in 1972)
3. Konzeption-Turm (Зачатская башня Satchatskaja; destroyed by a landslide in the 18th century, rebuilt in 2012)
4. Weißer Turm (Белая башня Belaja)
5. St. Johannisturm (Ивановская башня Iwanowskaja)
6. Uhrturm (Часовая башня Tchasowaja)
7. Nordturm (Северная башня Sewernaja)
8. Geheimer Turm (Тайницкая башня Tajnizkaja)
9. Tragjochturm (Коромыслова башня Koromyslowa)
10. St.-Nikolaus-Turm (Никольская башня Nikol'skaja)
11. Speisekammerturm (Кладовая башня Kladowaja)
12. St.-Dimitrios-Turm (Дмитриевская башня Dmitrowskaja)
13. Pulverturm (Пороховая башня Porochowaja)

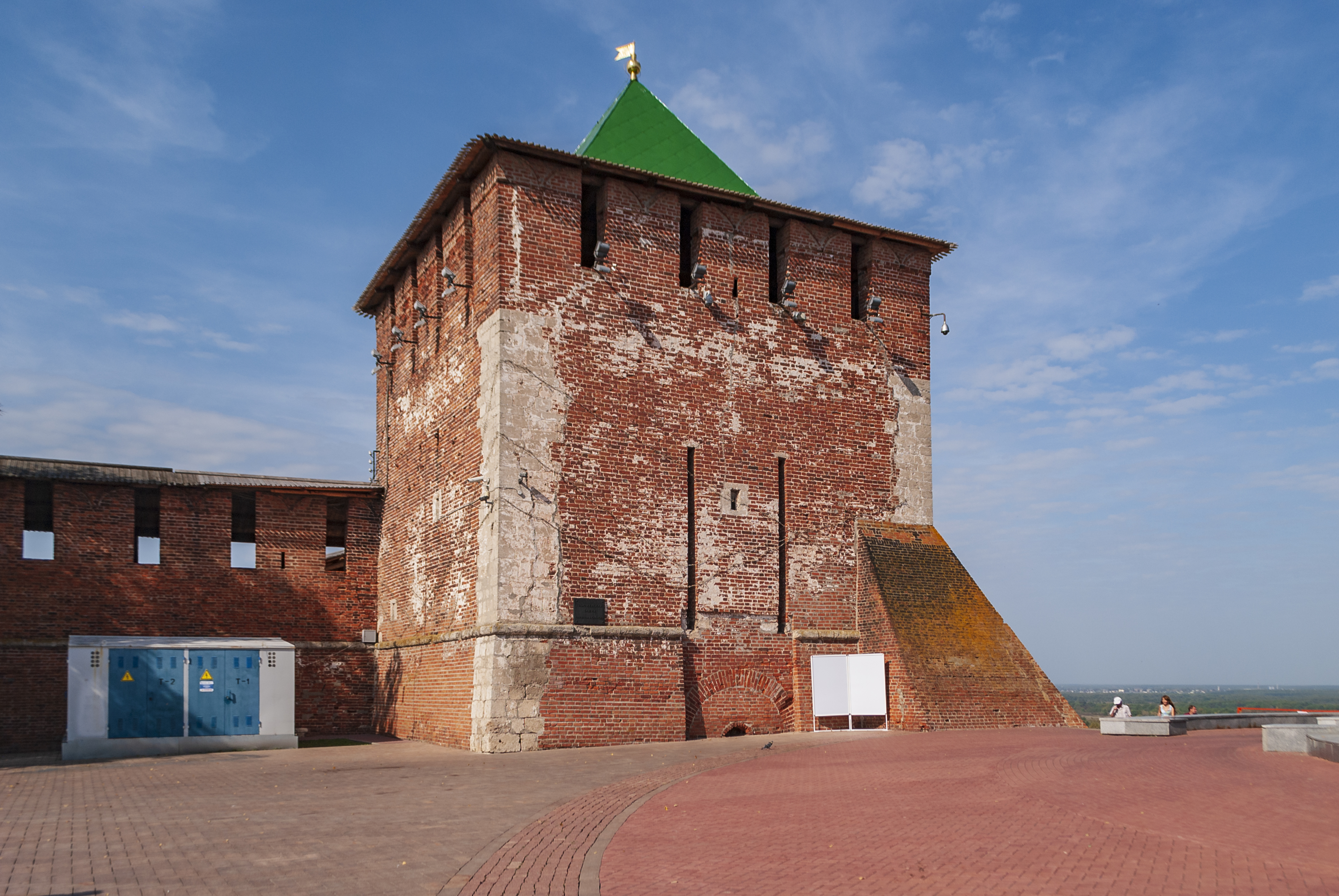
St.-Georgs-Turm
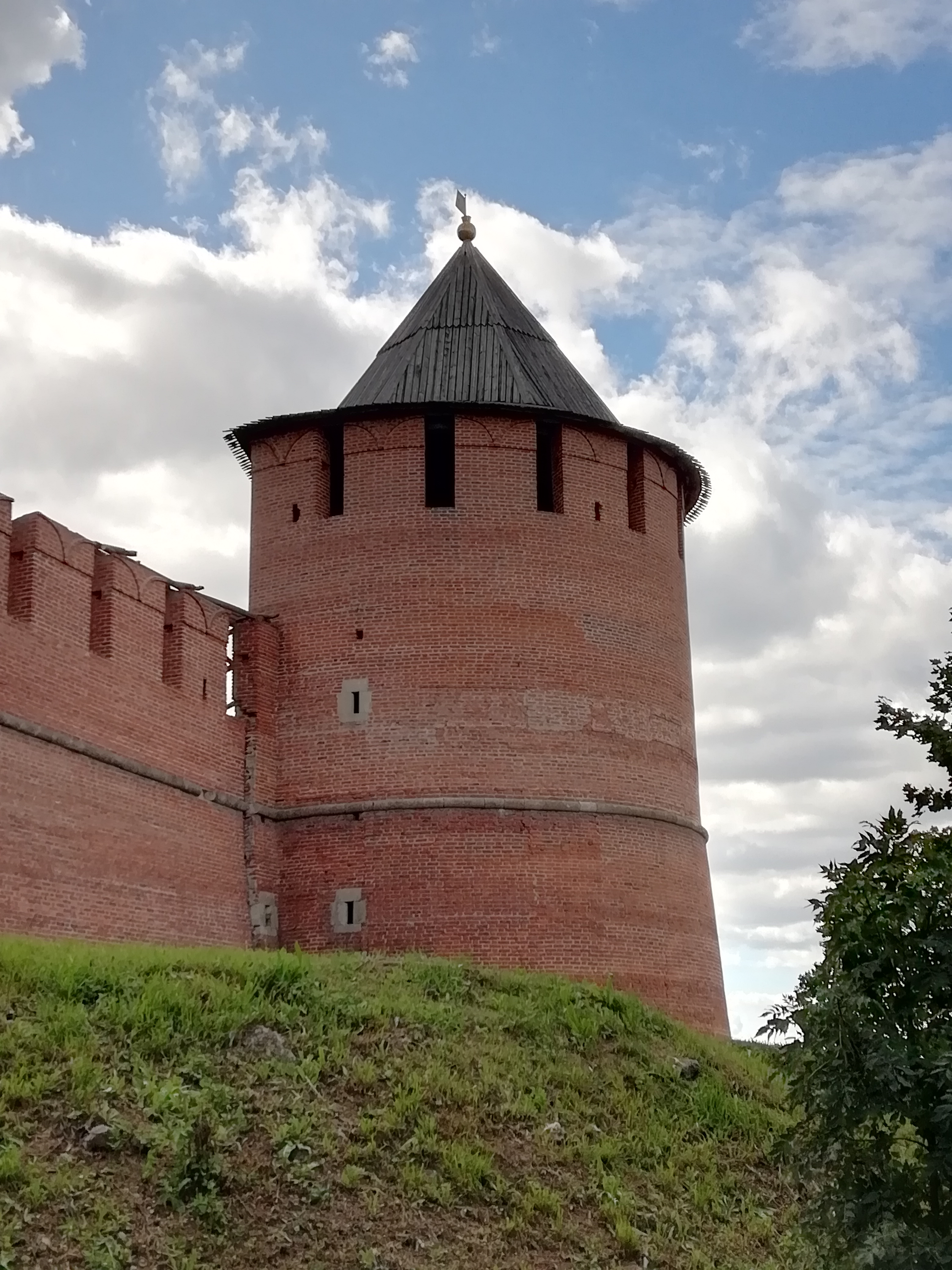
Turm von St. Boris und Gleb
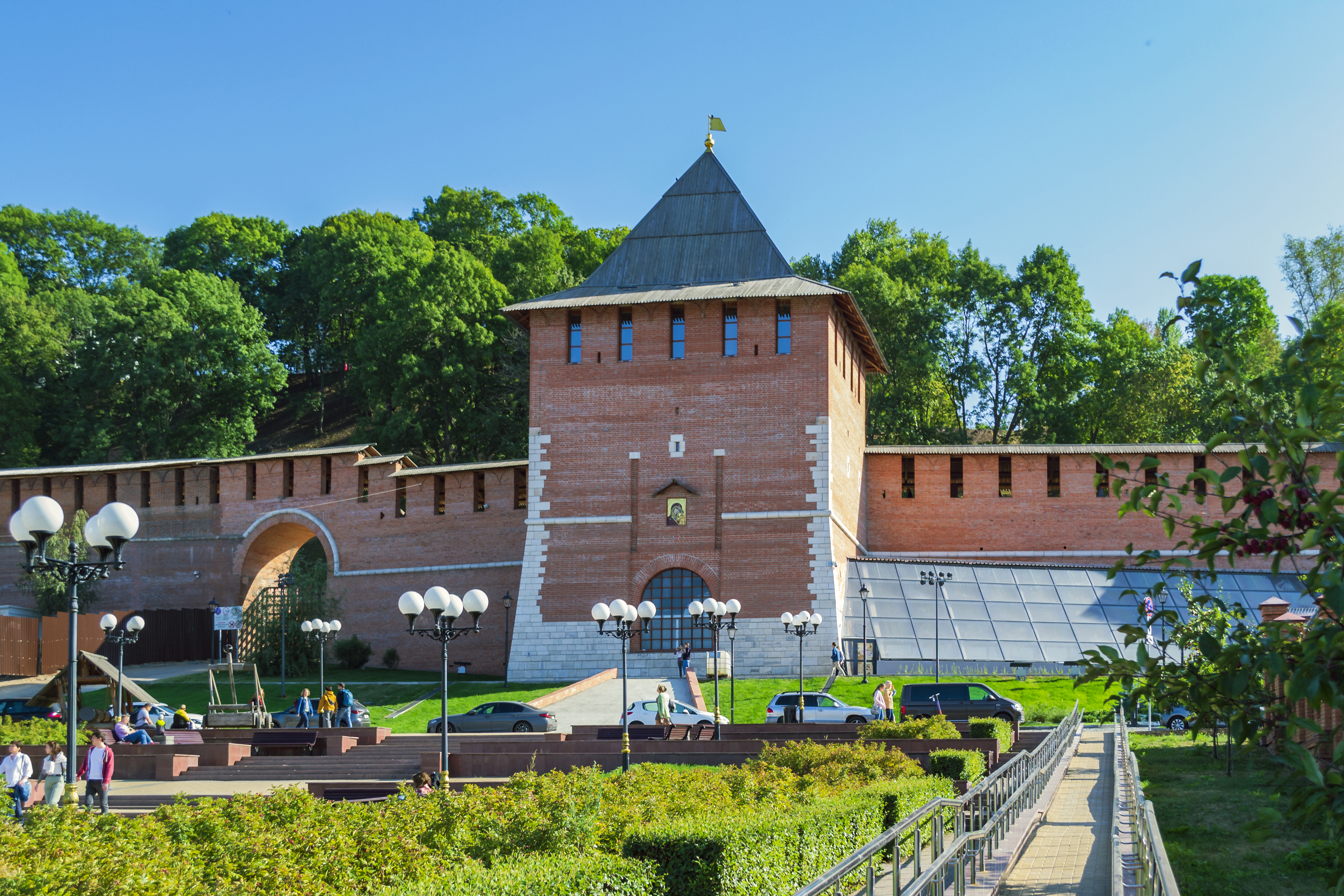
Konzeption-Turm
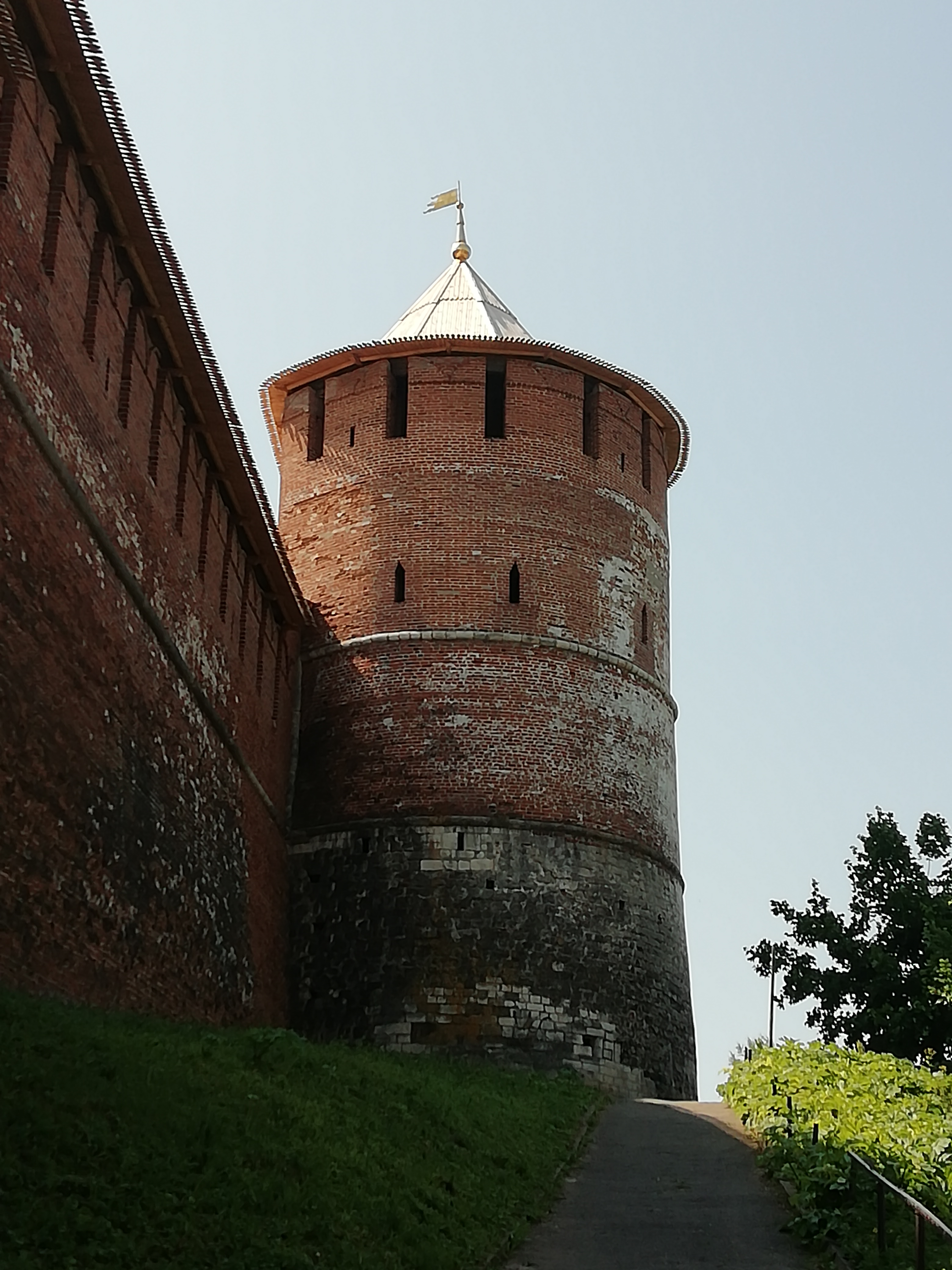
Weißer Turm
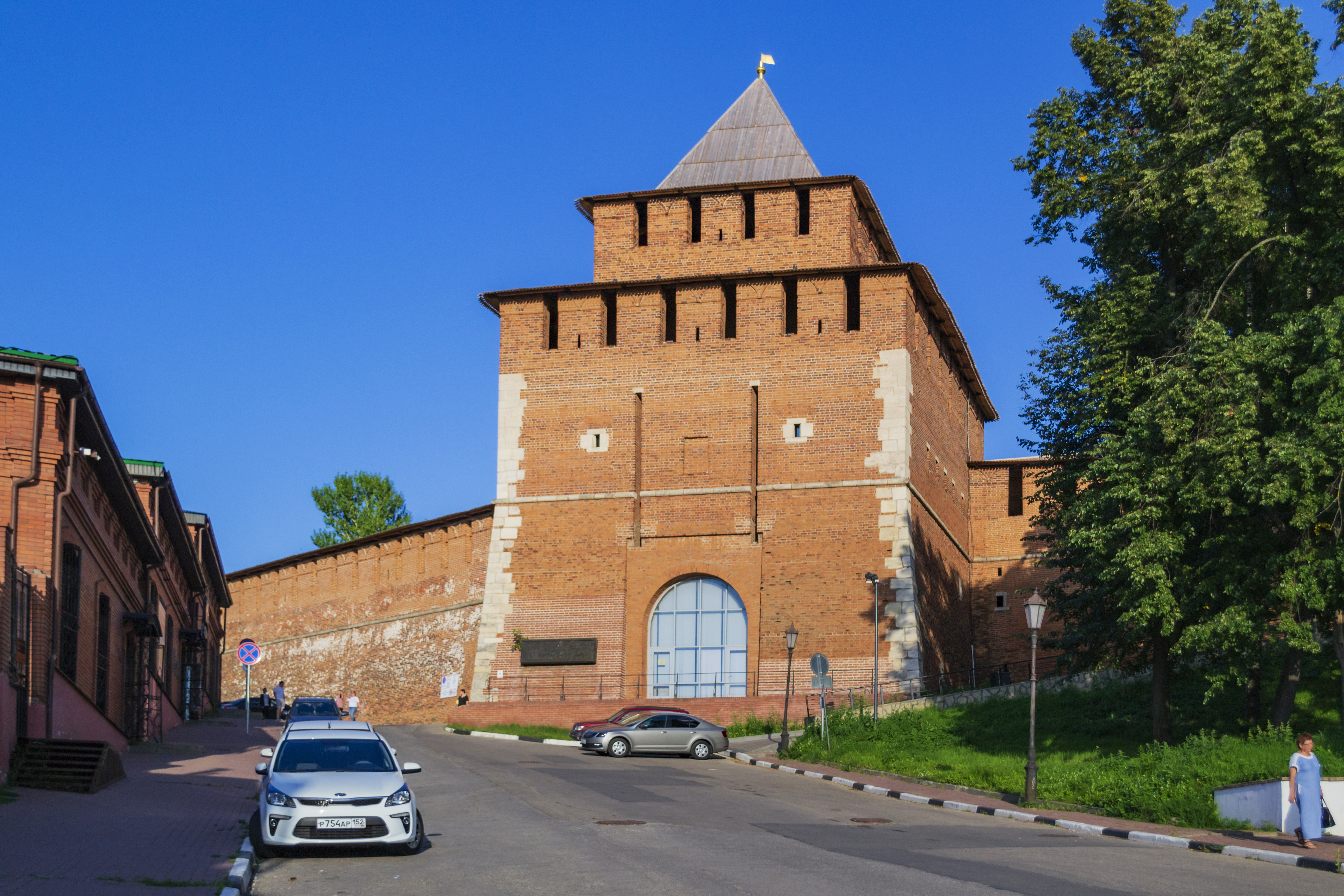
St. Johannisturm
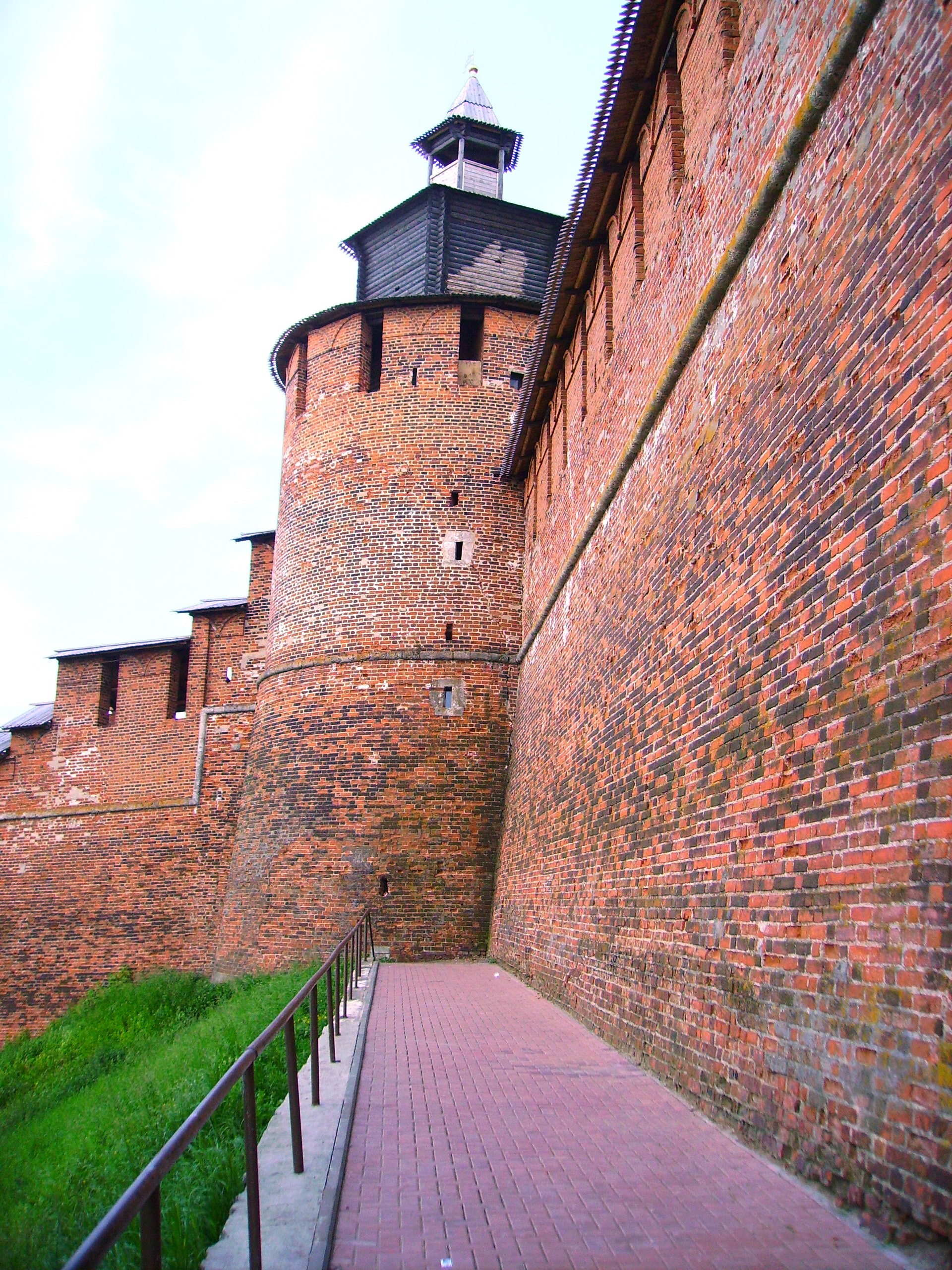
Uhrturm
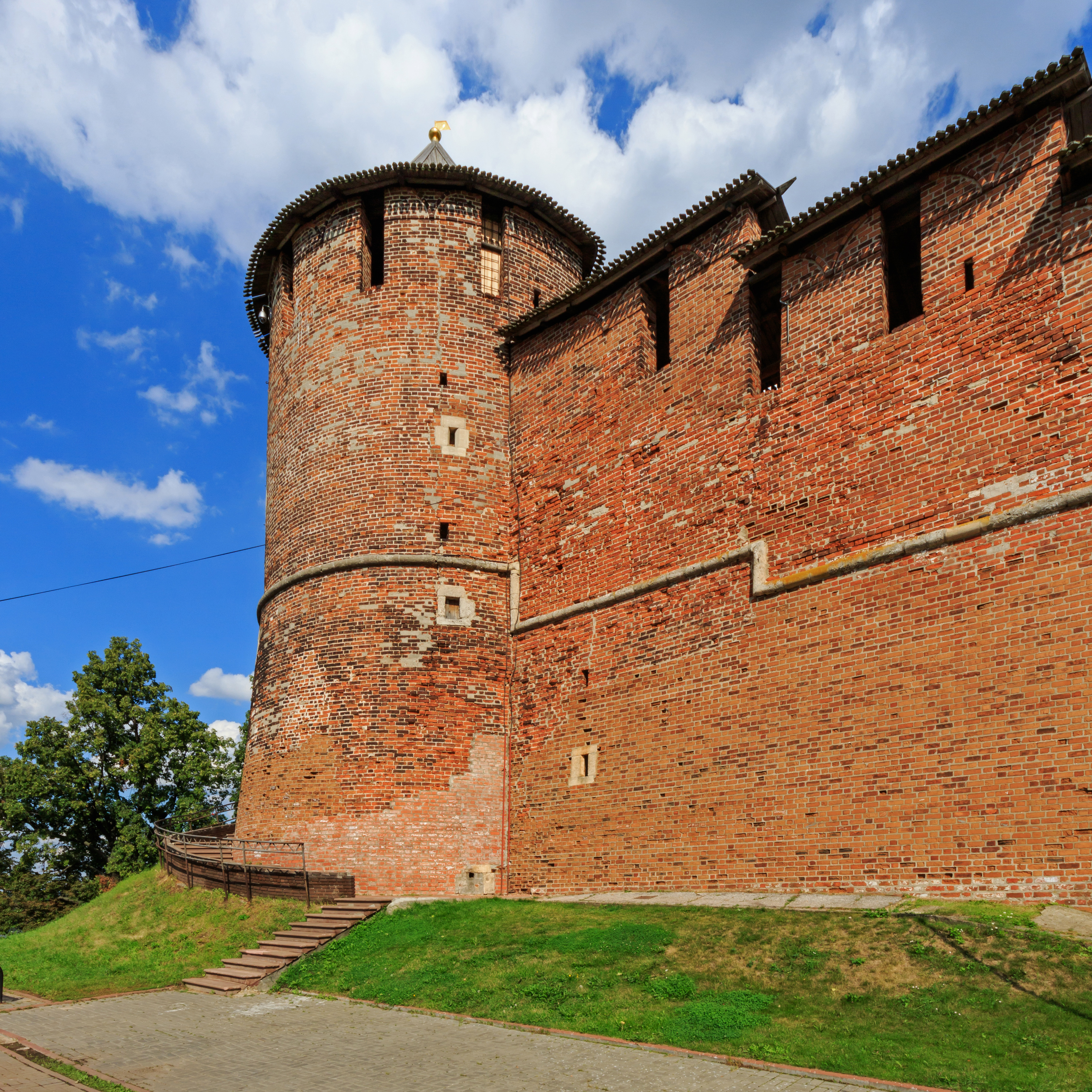
Nordturm
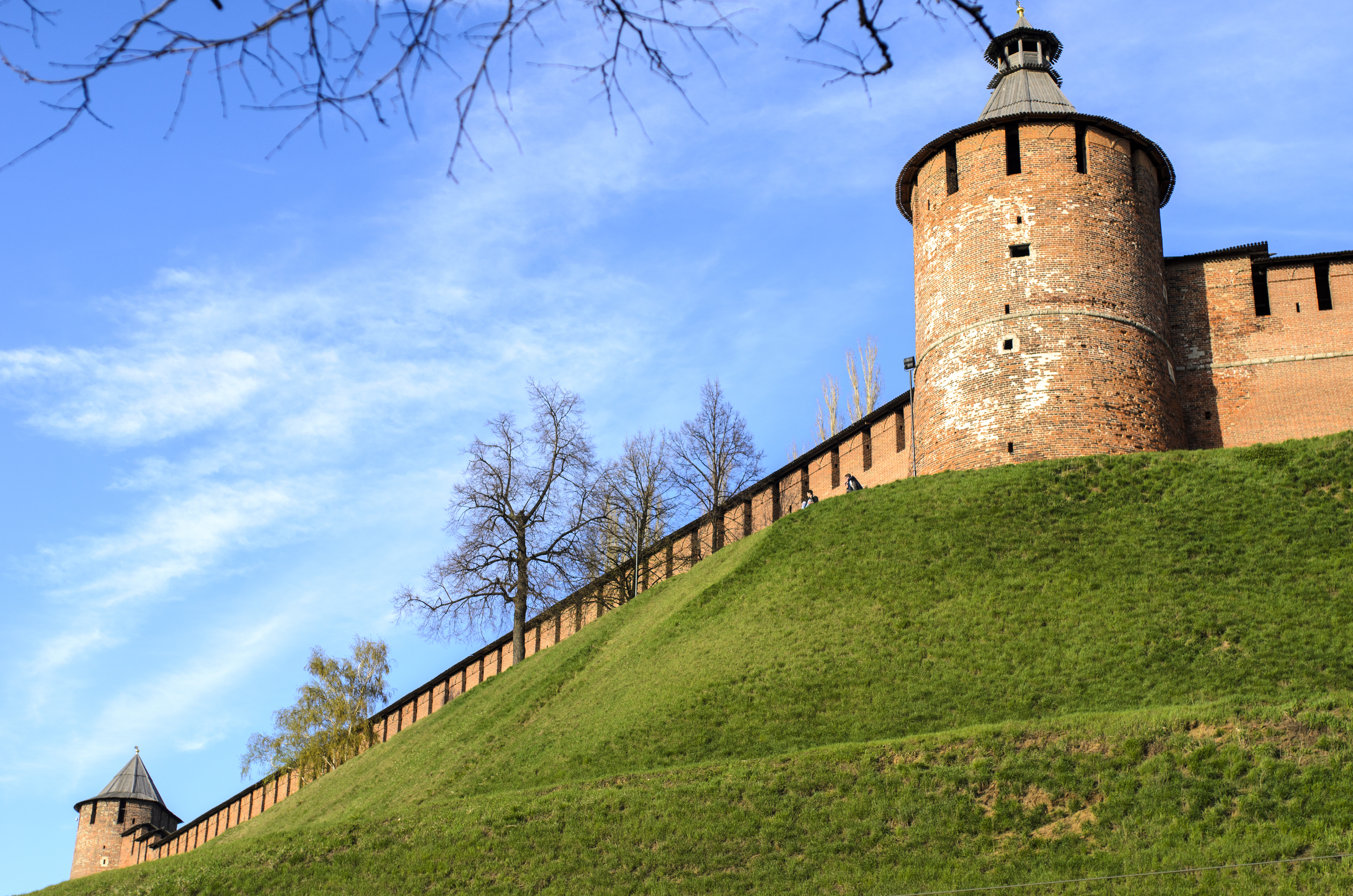
Geheimer Turm
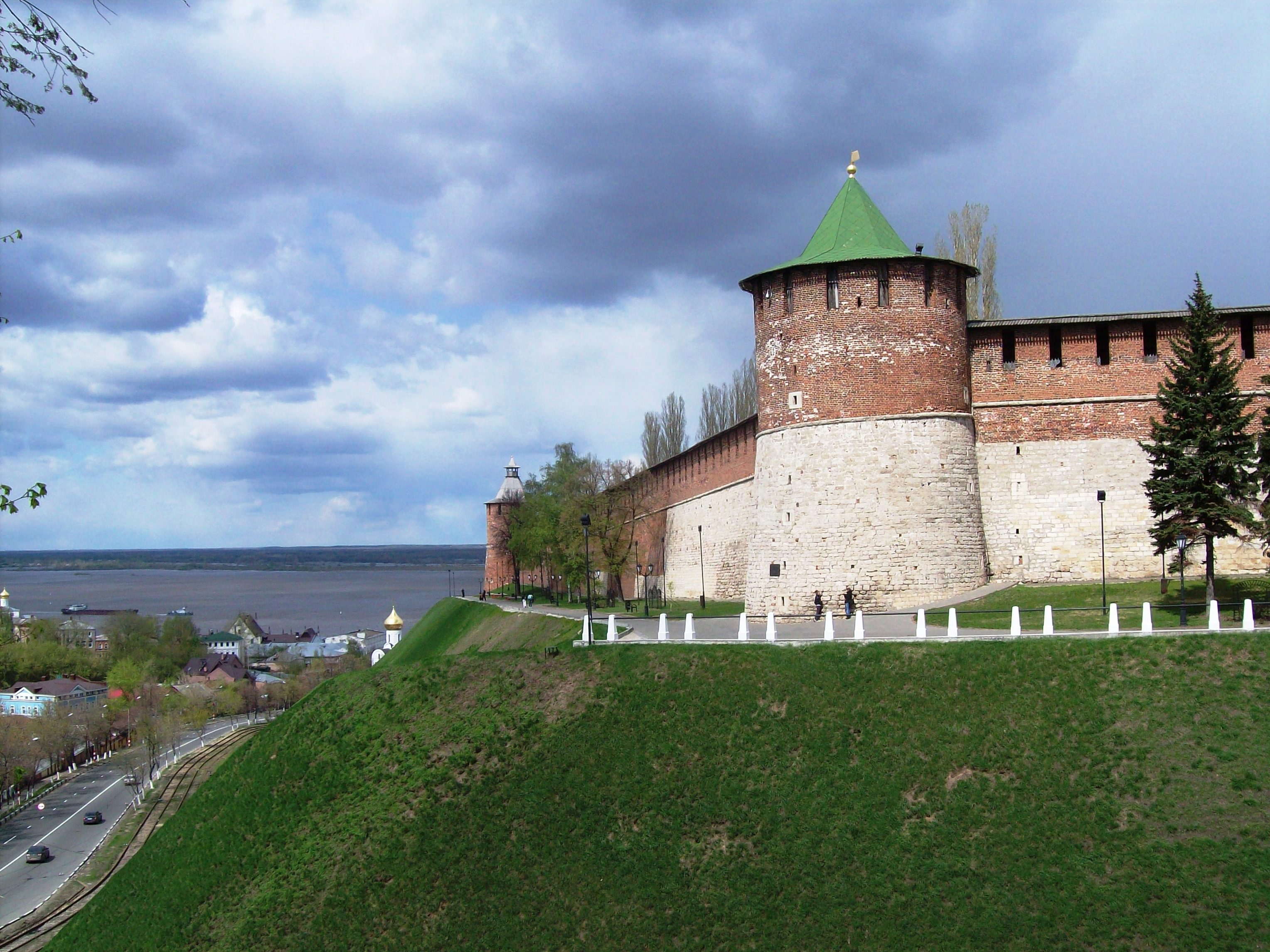
Tragjochturm
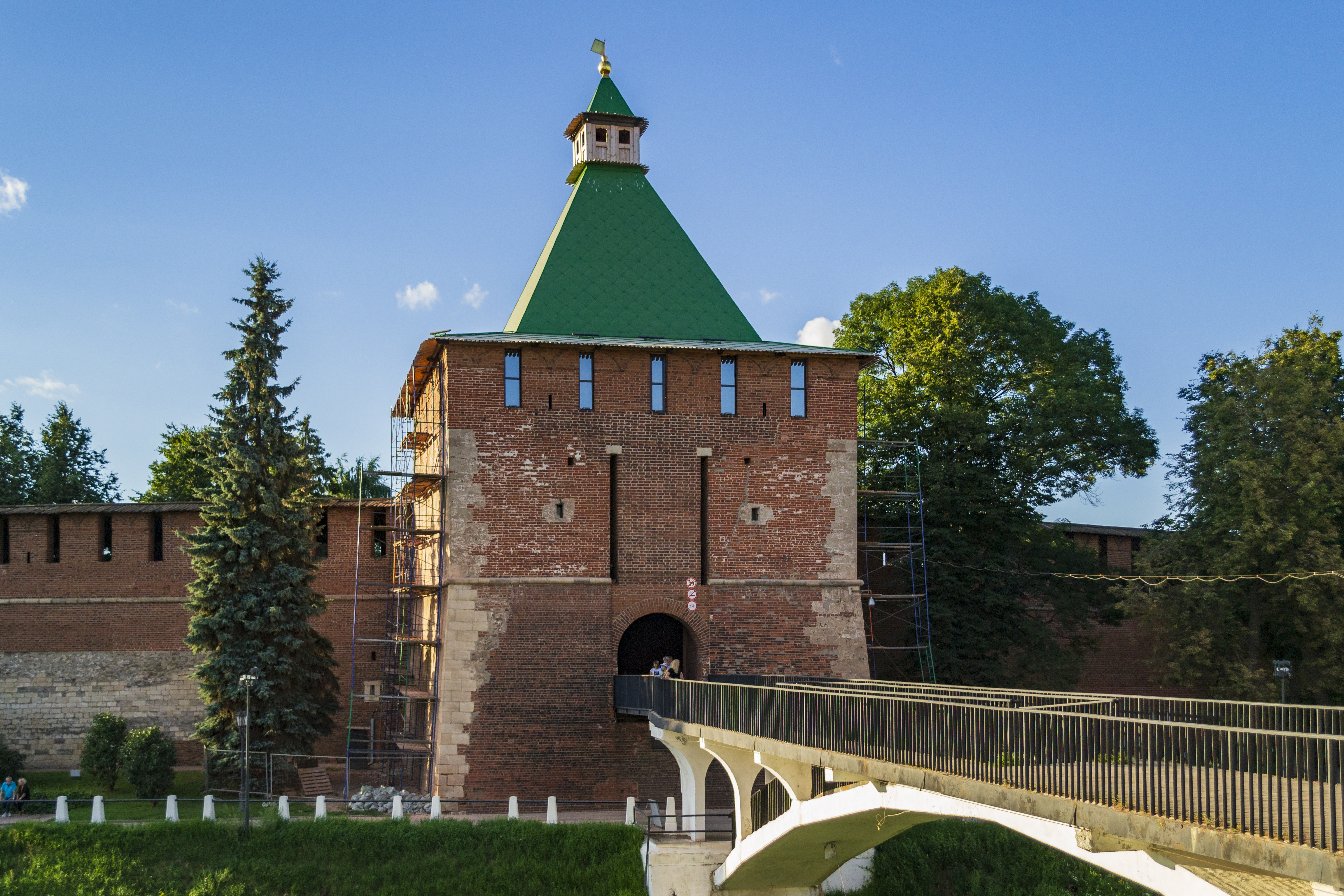
St.-Nikolaus-Turm
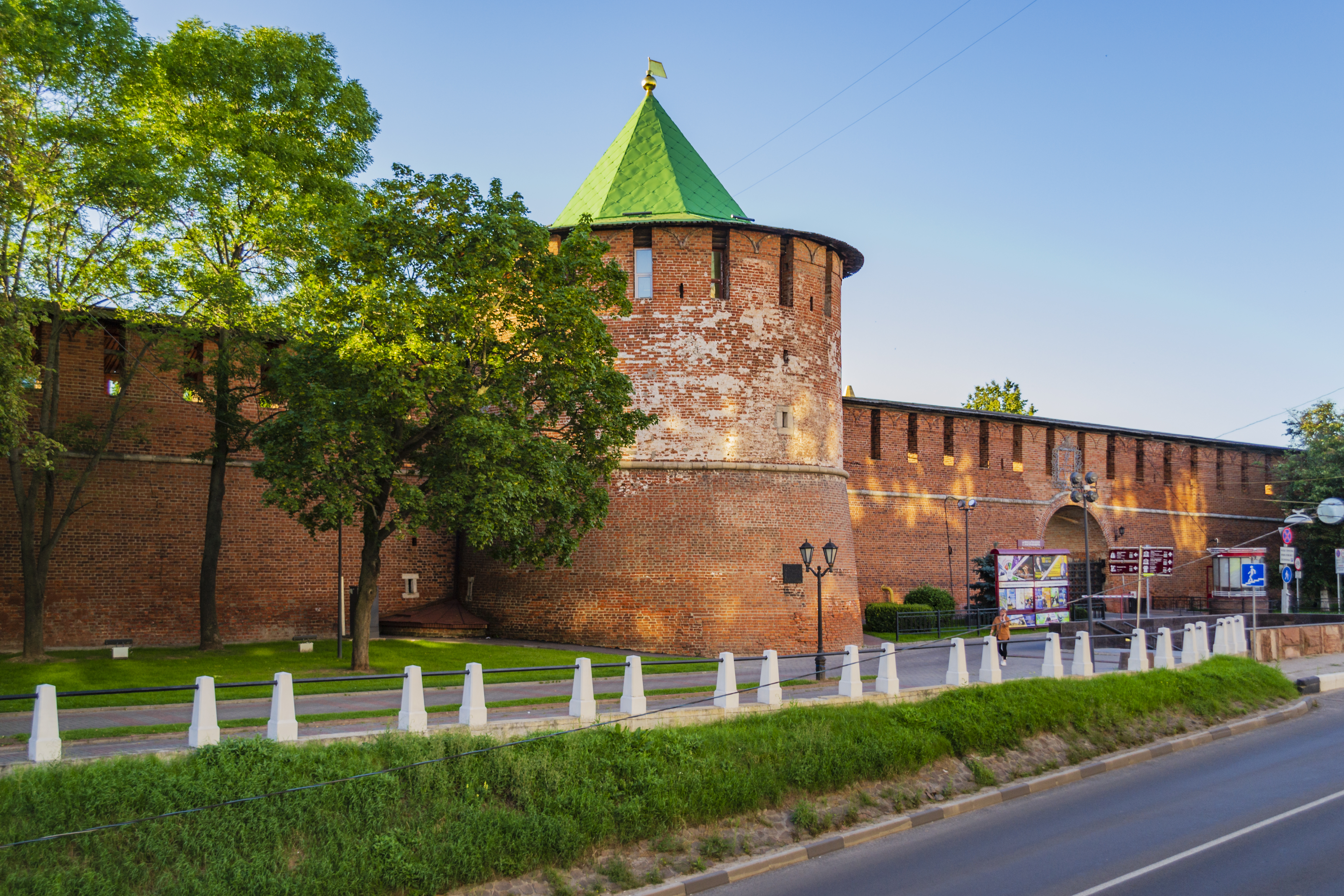
Speisekammerturm
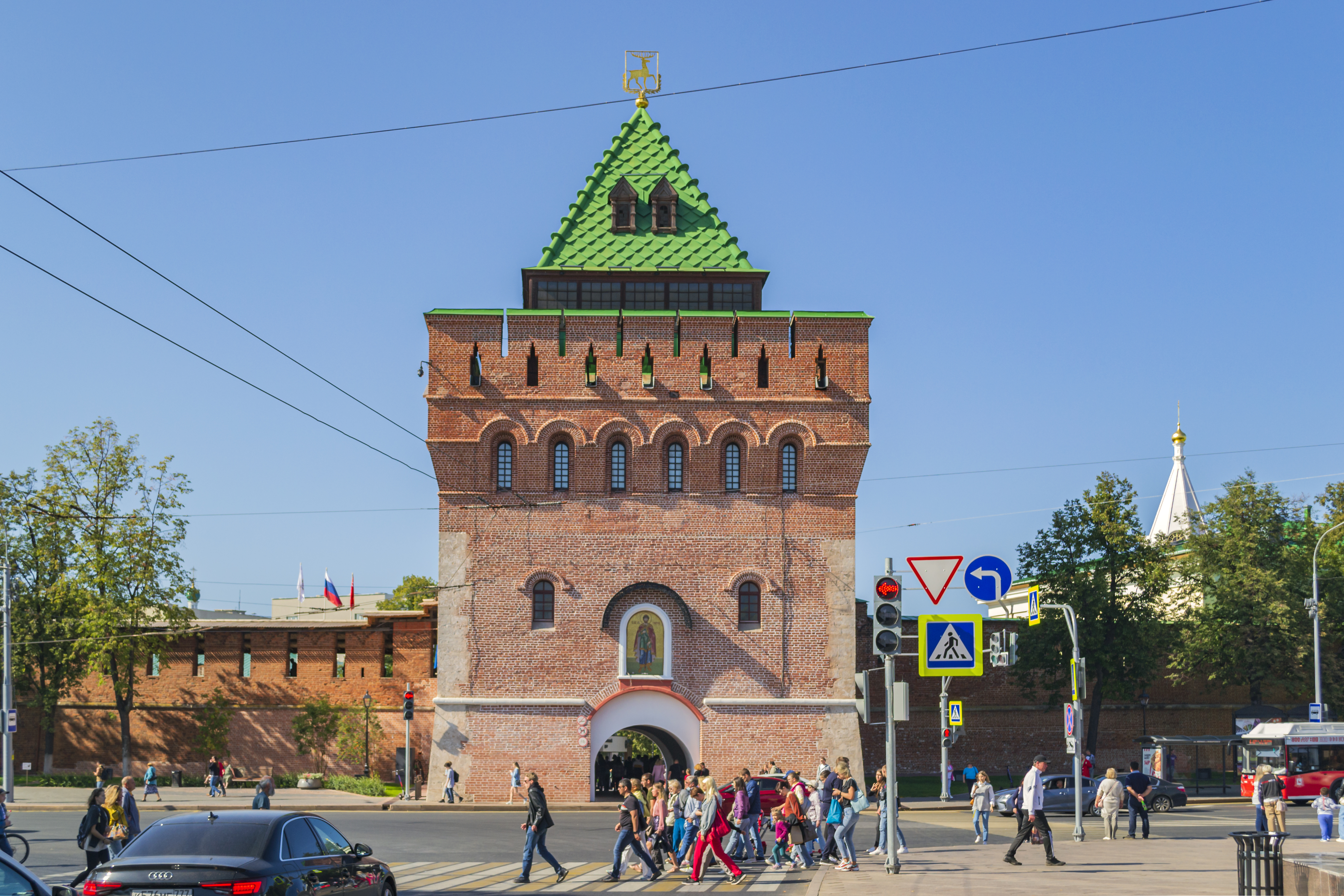
St.-Dimitrios-Turm
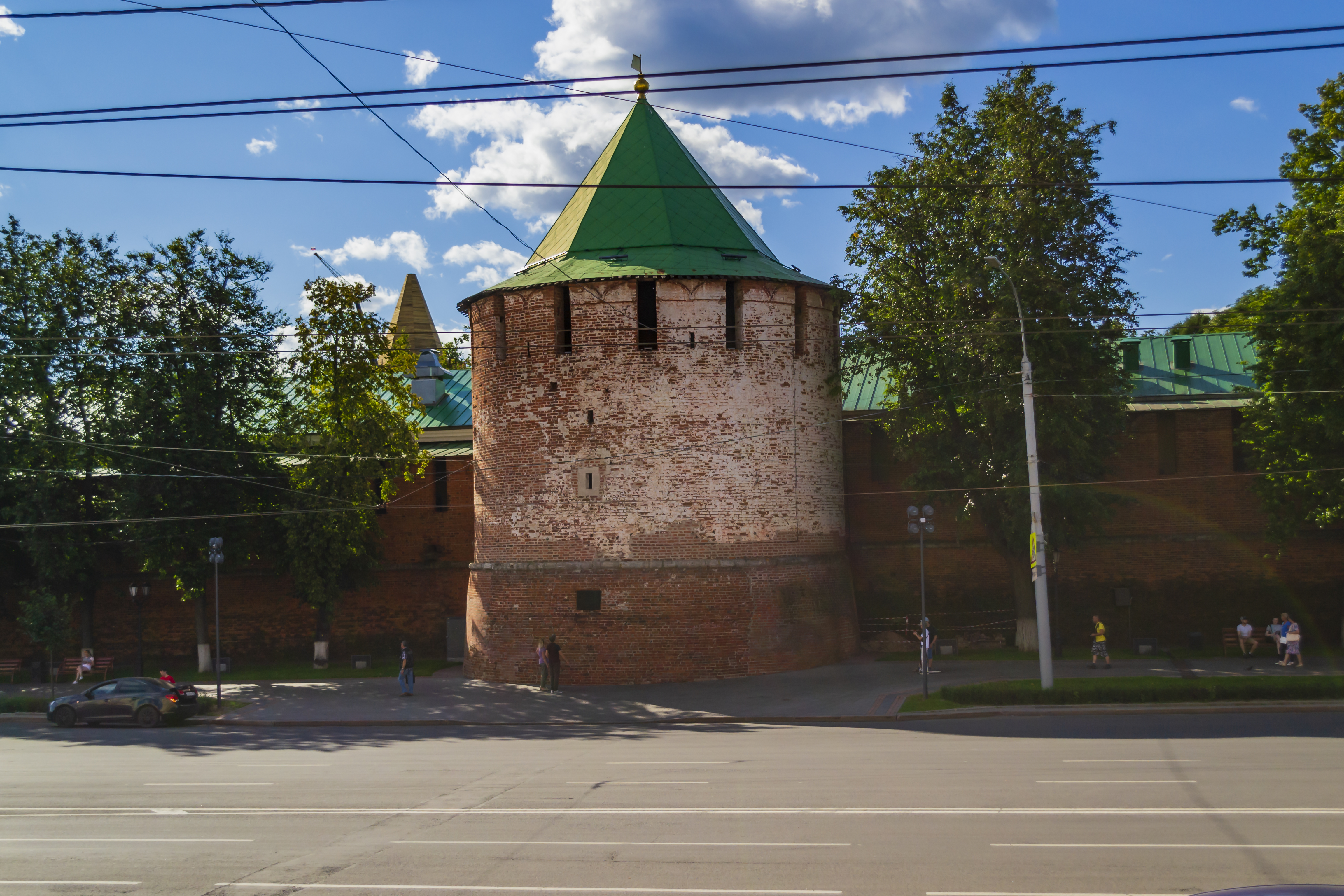
Pulverturm

### Andere Gebäude und Konstruktionen

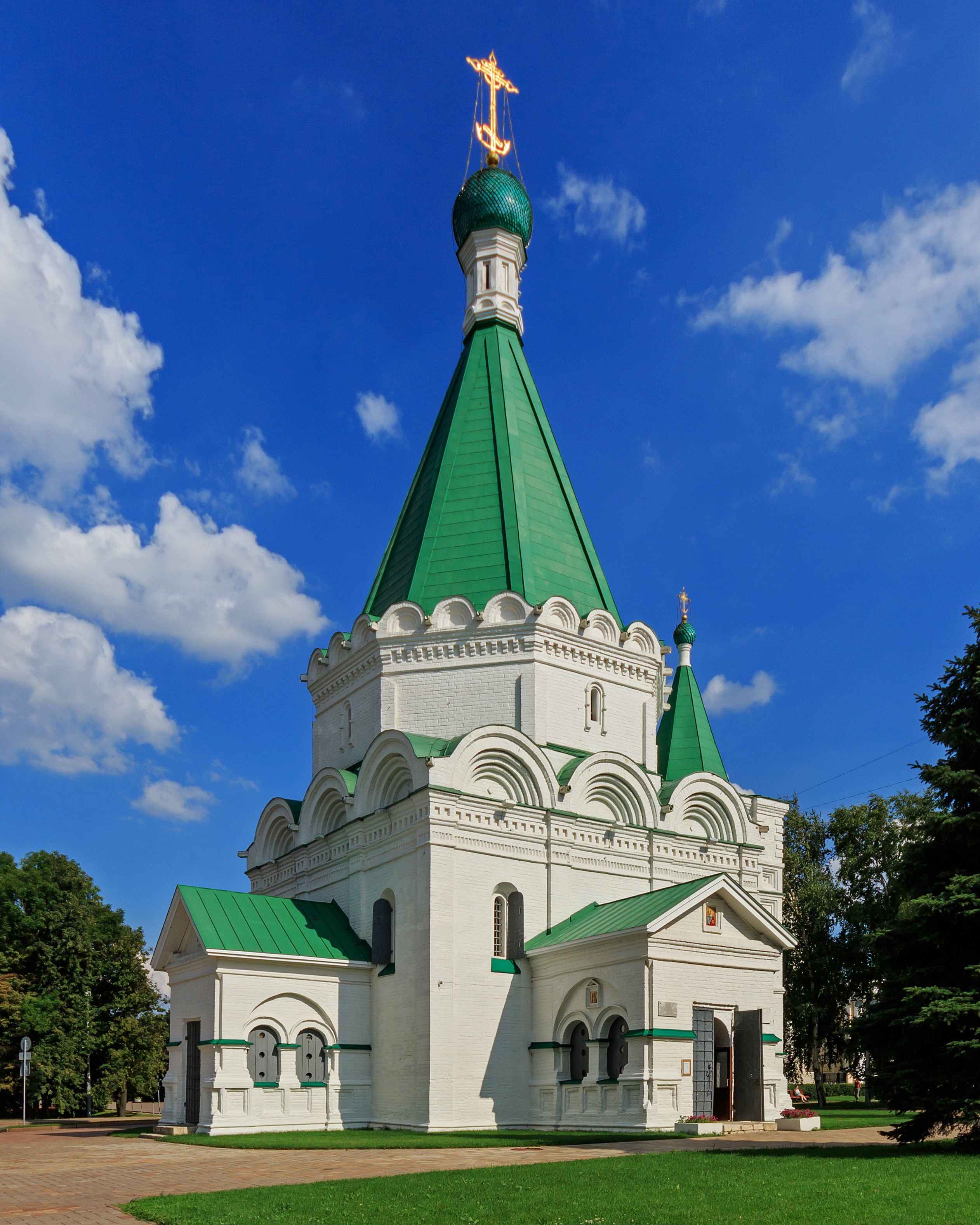
Erzengel-Michael Kathedrale

Die Erzengel-Michael Kathedrale (Михайло-Архангельский собор Michajlo-Archangel’skij sobor) aus dem Jahr 1227 ist der bekannteste und älteste Kirchenbau Nischni Nowgorods. Im Laufe seiner Geschichte wurde die Kathedrale mehrmals bei Bränden beschädigt und um- oder ausgebaut. Ursprünglich befand sich neben der Kirche ein zeltförmiger Glockenturm. In den 1930er-Jahren wurde die Gruft mit den sterblichen Überresten des russischen Nationalhelden Kusma Minin in die Erzengel-Michael-Kathedrale übertragen; zuvor befand sie sich in der zur Frühsowjetzeit abgerissenen Erlöser-Verklärungs-Kathedrale, die ebenfalls im Nischni Nowgoroder Kreml stand.

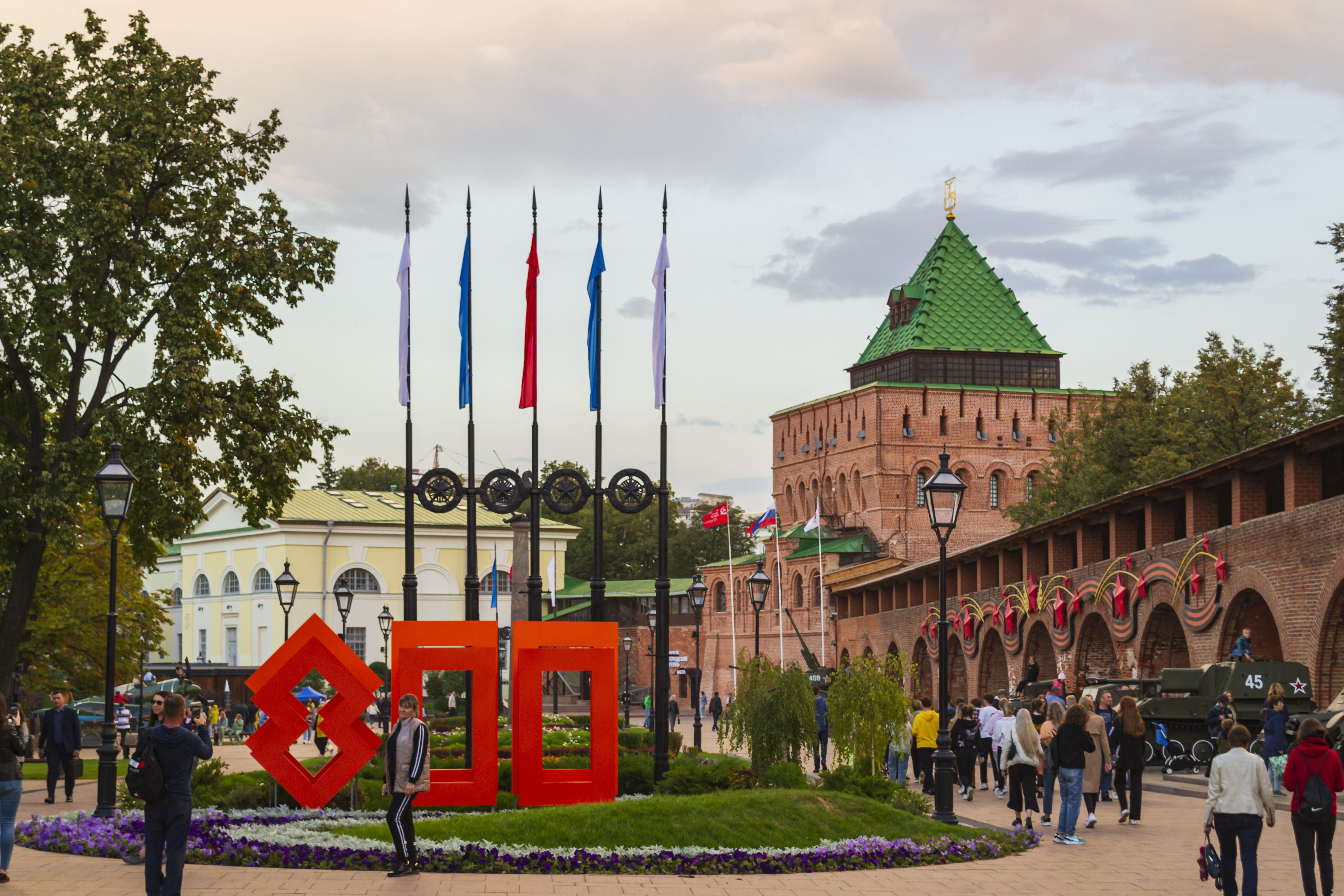
Denkmal „Gorki für die Front!“ auf dem Territorium des Kremls zwischen dem Turm des St.-Dimitrios und dem Speisekammerturm.

Seit 1980 das militärisch-patriotische Mahnmal „Gorki für die Front!“ Wurde auf dem Territorium des Kremls gelegen. Es präsentiert die militärische Ausrüstung, die Gorki der sowjetischen Armee im Zweiten Weltkrieg an die Ostfront lieferte, um die Nazi-Truppen zu bekämpfen. Am Eingang der Gedenkstätte befindet sich ein mit Granitplatten verkleidetes Gedenkschild. Auf einer der Tafeln ist der Text eingraviert: „Von Generation zu Generation werden Worte über diejenigen weitergegeben, die in einer Zeit schrecklicher Prüfungen die sowjetische Heimat mit Waffen in der Hand verteidigten, und über diejenigen, die Waffen schmiedeten, die bauten Panzer und Flugzeuge, die Stahl für Granaten kochten, die mit ihren Arbeitsleistungen der militärischen Tapferkeit der Soldaten würdig waren. Prawda, 8. Juni 1942.“ Auf einer anderen Granitplatte sind die Worte eingraviert: „2.360 Panzer, 1.500 Luftfahrzeuge, 9.000 Selbstfahrlafetten, 10.000 Mörser wurden an die Front geliefert. Die Unternehmen der Stadt produzierten Katjuscha-Kampffahrzeuge und andere militärische Ausrüstung.“
Auf dem Territorium des Denkmals wurde am 2. Juli 2020 ein Denkmal für „Gorki-Bürger - tapfere Arbeiter des Hinterlandes“ errichtet und der Stadt wurde der Titel „Stadt der Tapferkeit der Arbeit“ verliehen.
Weitere bekannte Bauwerke im Nischni Nowgoroder Kreml sind unter anderem:
- die Philharmonie von Nischni Nowgorod
- der historische Kirchplatz
- das Haus des Gouverneurs mit Kunstmuseum
- Kriegsdenkmal mit Ewiger Flamme
- Minin-und-Poscharski-Obelisk